# Staurastrum arctiscon
Staurastrum arctiscon  là một loài Song tinh tảo trong họ Desmidiaceae, thuộc chi Staurastrum.